# Beatus Andreas
Beatus Andreas est une bulle pontificale du pape Benoît XIV en date du 22 février 1755. Elle autorisait la vénération d’Andreas (Anderl) Oxner von Rinn. En droit canonique le pape reconnaissait sa béatification de facto (lat. : beatificatio aequipollens), mais non de jure. En confirmant la vénération de l’enfant et en décrivant ce prétendu martyre le pape montrait sa compréhension pour le culte local.
Avec cette bulle commença une âcre dispute sur la « béatification » de l’enfant et plusieurs cultes de vénération apparurent, dont certains sous l’influence de tendances antisémites.